# Translatica
Translatica – wspólna nazwa linii tłumaczy komputerowych oraz słowników wydawanych przez firmę pwn.pl.
Programy te tłumaczą całe zdania oraz pojedyncze słowa z języka polskiego na angielski, niemiecki oraz rosyjski i odwrotnie. Wszystkie edycje przeznaczone dla komputerów stacjonarnych i laptopów w wersji 7+ oferują tłumaczenie stron WWW, e-maili i dokumentów Microsoft Office i OpenOffice.org bezpośrednio w programach otwierających te dokumenty oraz pozwala tłumaczyć dokumenty PDF.
Translatica posiada blisko 14-letnią historię rozwoju – od poziomu teoretycznego projektu naukowo-badawczego (tematu pracy doktorskiej) POLENG do bardzo szerokiej obecnie gamy produktów oferowanych komercyjnie zarówno na rynku popularnego oprogramowania narzędziowego (Translatica tłumacz komputerowy, Translatica tłumacz profesjonalny), biznesowego oprogramowania językowego (Translatica Enterprise, Translatica Server) jak i dedykowanych rozwiązań B2B (Translatica API).

## Historia

### 1996–2002 – projekt akademicki POLENG
Program przez pierwsze 6 lat swojej historii, w latach 1995–2002 rozwijany był pod nazwą POLENG na Wydziale Matematyki i Informatyki
Uniwersytetu im. Adama Mickiewicza w Poznaniu. Początek prac nad systemem dała praca doktorska Krzysztofa Jassema. W okresie tym projekt wspierany był przez granty badawcze Polskiego Towarzystwa Fonetycznego (w latach
1996–2001), Komitetu Badań Naukowych (w latach 1999–2000), oraz Allied Irish Banks (2002).

### 2004 – Translatica (1.0)
W 2003 autorzy systemu POLENG nawiązali współpracę z Wydawnictwem Naukowym PWN oraz spółką pwn.pl. W wyniku tego autorzy założyli firmę POLENG, której Prezesem Zarządu został Krzysztof Jassem. Spółka POLENG jest od tej pory producentem programu Translatica. Wydawcą i głównym dystrybutorem na Polskę programu została zaś spółka pwn.pl.
Skutkiem tej współpracy była także możliwość skorzystania przy tworzeniu bazy słownikowej programu ze słownictwa z Wielkiego słownika angielsko-polskiego PWN-Oxford.
W 2004 roku wydane zostały pierwsze dwie edycje aplikacji w wersji 1.0:
- Translatica (Standard) angielsko-polska i polsko-angielska,
- Translatica Pro angielsko-polska i polsko-angielska.

### 2005 – Translatica 2.0
W 2005 roku ukazały się dwie edycje aplikacji w wersji 2.0:
- Translatica Premium 2.0 angielsko-polska i polsko-angielska,
- Translatica Office 2.0 angielsko-polska i polsko-angielska.

W nowych wersjach znacznie rozbudowano systemową bazę leksykalną (wykorzystując wielkie słowniki
PWN-u na potrzeby translacji w obu kierunkach oraz wprowadzając dziesiątki tysięcy nowych idiomów). Ponadto poszerzono i poprawiono zestaw reguł tłumaczenia, zastosowano nowe techniki analizy tekstu (np.
statystyczne metody oznaczania części mowy dla tekstu angielskiego). Działania te zaowocowały wyraźną poprawą jakości tłumaczenia. Wiele uwagi poświęcono też polepszeniu szybkości działania programu, np. słownik systemu (pomimo znacznie zwiększonej objętości) wczytywany był mniej więcej trzy razy szybciej.

### 2005, 2006 – Translatica 3.0
W grudniu 2005 roku ukazały się już 4 edycje aplikacji w wersji 3.0:
- Translatica Premium 3.0 angielsko-polska i polsko-angielska,
- Translatica Office 3.0 angielsko-polska i polsko-angielska,
- Translatica Office+ 3.0 angielsko-polska i polsko-angielska,
- Translatica Enterprise 3.0 angielsko-polska i polsko-angielska.

Translatica w wersji 3.0 była jak do tej pory jedyną jednostanowiskową wersją programu działającą pod systemem Linux.
Do tej pory wszystkie translatory z linii Translatica tłumaczyły z angielskiego na polski i odwrotnie. W maju 2006 wydano pierwszą Translatikę tłumaczącą z rosyjskiego na polski i odwrotnie:
- Translatica Office 1.0 rosyjsko-polska i polsko-rosyjska (funkcjonalnie odpowiednik wersji Office 3.0 angielsko-polskiej i polsko-angielskiej),
- Translatica Enterprise 3.0 rosyjsko-polska i polsko-rosyjska.

### 2007 – Translatica 4.0, Translatica Server 1.0
W 2007 roku opublikowano 3 nowe edycje programu w wersjach jednostanowiskowych:
- Translatica Premium 4.0 angielsko-polska i polsko-angielska,
- Translatica Office 4.0 angielsko-polska i polsko-angielska,
- Translatica Enterprise 4.0 angielsko-polska i polsko-angielska.

oraz nową edycję w architekturze klient-serwer:
- Translatica Server 1.0 angielsko-polska i polsko-angielska.

### 2007-2008 – Translatica 5.0
Na przełomie roku 2007 i 2008 opublikowano nowe wersje znanych już wcześniej edycji:
- Translatica 5.0 Premium angielsko-polska i polsko-angielska,
- Translatica 5.0 Office:
  - angielsko-polska i polsko-angielska,
  - rosyjsko-polska i polsko-rosyjska,
  - (po raz pierwszy w serii!) niemiecko-polska i polsko-niemiecka,
  - 3-w-1 (wielojęzyczna).

W marcu roku 2008 wydano:
- Translatica 5.0 Enterprise:
  - angielsko-polska i polsko-angielska,
  - rosyjsko-polska i polsko-rosyjska,
  - niemiecko-polska i polsko-niemiecka,
  - 3-w-1 (wielojęzyczna).

We wrześniu 2008 roku ukazała się:
- Translatica 5.0 Server:
  - angielsko-polska i polsko-angielska,
  - rosyjsko-polska i polsko-rosyjska,
  - niemiecko-polska i polsko-niemiecka,
  - 3-w-1 (wielojęzyczna).

### listopad–grudzień 2008 – Translatica 5.5
14 listopada 2008 roku wydana została Translatica 5.5 Office.
18 grudnia opublikowano bezpłatną aktualizację z Translatica 5.0 Premium i Office do wersji 5.5.
Skrócony opis zmian w wersji 5.5 w stosunku do wersji 5.0 to:
- Zwiększona szybkość tłumaczenia i działania:
  - przyśpieszone od 2 do 4 razy tłumaczenie tekstów,
  - skrócone o ponad 50% wyszukiwanie haseł w słowniku,
  - przyśpieszone uruchamianie programu (dzięki Modułowi szybkiego uruchamiania) (Uwaga: ta funkcja nie jest domyślnie włączona, jeśli swoją Translatikę upgrade'owało się z wersji 5.0[7]),
  - przyśpieszone operacje typu kopiuj-wklej w Edytorze Translacji,
- Nowe funkcjonalności:
  - korekta pisowni w Edytorze Translacji,
  - wczytywanie tekstu z plików w formatach Open XML (MS Office 2007) – .docx, .xlsx, .pptx,
  - obsługa ponad dwukrotnie większych tekstów w Edytorze Translacji (100kb czystego tekstu (plain text) zamiast 48kb),
  - integracja Translatiki 5.5 z Internet Explorerem 8 i Firefoksem 3.5
- Poprawiona ergonomia i wygoda użycia:
  - możliwość uruchomienia Słownika Translatiki bez uruchamiania Edytora Translacji,
  - pasek postępu tłumaczenia w prawym-dolnym rogu ekranu zamiast na środku,
  - odnowiony Edytor Translacji (wygodny wybór kierunku tłumaczenia, obsługa kart jak w przeglądarce internetowej, klasyczne menu, łatwiejsze do poznania skróty klawiaturowe, poukładane ikony na pasku przycisków, wygodniejsze przełączenie trybu działania, pełne nazwy języków i standardowe flagi na pasku tytułu paneli)
  - wygodniejsza i szybsza integracja z Firefoksem,

### wrzesień 2009 – Translatica 7 Office i Office Comfort
21 września 2009 roku w sklepach tradycyjnych i księgarniach internetowych ukazały się nowe aplikacji z serii:
- Translatica 7 Office w wersji angielskiej,
- Translatica 7 Office Comfort w wersji angielskiej, niemieckiej, rosyjskiej i 3-w-1[9]

Wydawca znacząco zmienił ofertę translatorów Translatica, wydając tę wersję. W największym skrócie można napisać, że jednocześnie podniósł funkcjonalności i obniżył cenę programu.
Najprostsza i najtańsza edycja – Translatica Premium – przestała być produkowana. W jej cenie udostępniona została wersja bogatsza, Translatica 7 Office (która jest bezpośrednim następcą Translatiki Office 5.5). Została też wówczas dodana nowa edycja – Translatica 7 Office Comfort. Ta zupełnie nowa pozycja w serii (o unikatowych funkcjonalnościach, takich jak: tłumaczenie PDF, Podręczny Translator, wielojęzyczność) zaoferowana została w cenie podobnej do Translatiki 5.5 Office.
Skrócony opis zmian w wersji 7 w stosunku do wersji 5.5 to:
- Obsługa tłumaczenia plików PDF (tylko w Translatica 7 Office Comfort, unikatowa cecha),
- Obsługa tłumaczenia „przeciągnij i upuść” (Folder Tłumaczeń) (tylko w Translatica 7 Office Comfort, unikatowa cecha),
- Podręczny Translator (tłumaczenie „w locie”) (tylko w Translatica 7 Office Comfort, unikatowa cecha),
- Nowy wygląd Edytora Translacji na licencji Microsoft® Office 2007 Fluent™,
- Panel słownika bezpośrednio w Edytorze Translacji,
- Funkcja wczytywania tekstu z plików PDF do Edytora Translacji,
- Obsługa OpenOffice.org,
- Ekran Startowy Translatica 7,
- Nowy wygląd wszystkich aplikacji,
- Możliwość prostego wyboru profilu (typu) tłumaczonego tekstu,
- Lepsza jakość tłumaczenia, większy słownik,
- Dodatkowe opcje tłumaczenia,
- Pamięć Tłumaczeń (z Edytorem Pamięci Tłumaczeń) i Słownik użytkownika,
- Nowa funkcja – zapamiętywanie poprawionych w Edytorze Translacji zdań w Pamięci Tłumaczeń,
- Nowa funkcja – zapamiętywanie wybranych wariantów tłumaczenia w Edytorze Translacji,
- Szybsze uruchamianie, mniejsze zajęcie pamięci operacyjnej,
- Do 8 × szybsze tłumaczenie w Edytorze Translacji,
- Działanie na Windows 7 i Windows 64-bit,
- Usunięte wsparcie dla Internet Explorer 6.0 i Mozilla Suite.

### grudzień 2009 – Translatica 7 Enterprise
18 grudnia 2009 wydawca ogłosił premierę nowej edycji programu w wersji dla klientów biznesowych – Translatica 7 Enterprise.
Program w tej wersji zawiera:
- wszystkie nowe funkcjonalności Translatiki 7 Office Comfort, w tym m.in. tłumaczenie PDF, Folder Tłumaczeń, Podręczny Translator,
- dodatkowe słowniki biznesowe poprawiające jakość tłumaczenia – takie jak w wersji 5.0 oraz nowy angielsko-polski i polsko-angielski słownik naukowo-techniczny (40 tys. haseł).

### marzec 2010 – Translatica 7 Server
23 marca 2010 roku pwn.pl wydał wersję serwerową z linii 7.0 – Translatica 7 Server.
Program w tej wersji zawiera:
- wszystkie nowe funkcjonalności programów z linii Translatica 7, w tym m.in. tłumaczenie PDF, Folder Tłumaczeń, Podręczny Translator,
- dodatkowe słowniki biznesowe poprawiające jakość tłumaczenia – takie jak w wersji 5.0 oraz nowy, jeszcze większy niż w przypadku Translatica 7 Enterprise angielsko-polski i polsko-angielski słownik naukowo-techniczny (260 tys. haseł)

### październik 2010 – Translatica 7+ komputerowy i profesjonalny
W październiku 2010 roku wydane zostały w wersji pudełkowej (a w marcu 2011 – w wersji downloadowej) nowe translatory z serii Translatica:
- Translatica 7+ komputerowy tłumacz w wersji angielskiej, niemieckiej, rosyjskiej,
- Translatica 7+ profesjonalny tłumacz w wersji angielskiej oraz 3-w-1.

Zmiany w wersji 7+ w stosunku do 7 są następujące:
- Obsługa Microsoft Office 2010 (Word, Excel, PowerPoint – brak obsługi MS Outlook 2010),
- Poprawki techniczne dzięki wykorzystaniu prac nad edycjami biznesowymi – Translatica 7 Enterprise i Translatica 7 Server.
- Dodatkowe słowniki dziedzinowe dla profesjonalistów – biznes (ok. 1,5 mln tłumaczonych form fleksyjnych), medycyna (ok. 400 tys.), informatyka (ok. 200 tys.) (tylko w edycji „profesjonalny tłumacz”)

Poza dwiema pierwszymi nowościami powyżej, edycja „komputerowy tłumacz” wersji 7+ odpowiada funkcjonalnie edycji „Office Comfort” wersji 7. Dzięki trzeciej nowości edycja „profesjonalny tłumacz” wersji 7+ odpowiada funkcjonalnie edycji „Enterprise” wersji 7, poza słownikami naukowo-technicznymi, których nie ma w edycji „profesjonalny tłumacz”.

### marzec 2011 – Translatica 7+ Enterprise
W marcu 2011 wydana została nowa wersji edycji przeznaczonej specjalnie dla firm.
W stosunku do „profesjonalnego tłumacza” różni się ona dodaniem dodatkowego niemiecko-polskiego i polsko-niemieckiego słownika naukowo-technicznego (40 tys. haseł) (oprócz istniejącego już w wersji 7 słownika angielsko-polskiego i polsko-niemieckiego naukowo technicznego (40 tys. haseł)).

## Edycje programu
Translatica jest linią produktów opartych na wspólnym (w ramach wersji – np. 5, 5.5, 7, 7+) silniku tłumaczącym, a za to różnych cechach dodatkowych, w szczególności rodzajach instalacji i integracjach z oprogramowaniem zewnętrznym.
Aktualnie dostępne są następujące edycje programu:
- komputerowy tłumacz w wersji 7+ – wersja domowa, jednostanowiskowa, w pełni integrowalna,
- profesjonalny tłumacz w wersji 7 – wersja domowa i dla małych firm, jednostanowiskowa, w pełni integrowalna, z dodatkowymi funkcjonalnościami,
- Enterprise w wersji 7+ – zaawansowana wersja dla małych i średnich firm, jednostanowiskowa, zawiera dodatkowe zasoby słownikowe oraz glosariusze i pamięci tłumaczeń,
- Server w wersji 7 – zaawansowana wersja dla średnich i dużych firm oraz instytucji, architektura klient-serwer, zawiera dodatkowe zasoby słownikowe, glosariusze i pamięci tłumaczeń działające po stronie serwera,

oraz:
- API – dedykowana wersja dla firm i niezależnych programistów umożliwiająca dodanie funkcjonalności tłumaczenia do własnej aplikacji, dostępna jako usługa sieciowa oraz jako produkt serwerowy[21].

## Funkcjonalności i cechy

### Silnik tłumaczący
Silnik tłumaczący programów Translatica w obecnej wersji tłumaczy teksty:
- z polskiego na angielski oraz z angielskiego na polski,
- z polskiego na niemiecki oraz z niemieckiego na polski,
- z polskiego na rosyjski oraz z rosyjskiego na polski,

Angielskie zasoby słownikowe są oparte na Wielkim słowniku PWN-Oxford Wydawnictwa Naukowego PWN oraz Oxford University Press i liczą ponad 7 mln form fleksyjnych. Zasoby niemieckie (ponad 3,6 mln form fleksyjnych) i rosyjskie (ponad 5 mln form fleksyjnych) są autorskim dziełem firmy POLENG.
Translator angielski posiada możliwość wyboru blisko 100 dodatkowych kontekstów, 15 stylów i 5 dialektów (w wersji 7 dostępne także w formie 8 predefiniowanych prostych „typów tekstów” (profili) – np. biznesowy, prawny itd.). Translator niemiecki posiada dodatkowo możliwość wyboru blisko 89 dodatkowych kontekstów, 44 stylów i 5 dialektów.
W edycjach Enterprise i Server program jest wyposażony w dodatkowe słowniki dziedzinowe z zakresu:
- język angielski
  - naukowo-techniczny (40 tys. haseł) (tylko Translatica 7+ Enterprise),
  - naukowo-techniczny (260 tys. haseł) (tylko Translatica 7 Server),
  - ekonomiczny, biznesowy, Unii (20 tys. haseł),
  - medyczny (15 tys. haseł),
  - informatyczny (7,2 tys. haseł),
- język niemiecki
  - naukowo-techniczny (40 tys. haseł) (tylko Translatica 7+ Enterprise),
- język rosyjski
  - biznesowy (10 tys. haseł),

### Słowniki użytkownika i pamięci tłumaczeń
We wszystkich edycjach oprócz Server program zawiera moduł Pamięci Tłumaczeń, pozwalający na tworzenie glosariuszy i pamięci tłumaczeń. Pozwala to na tworzenie personalizowanych tłumaczeń jednorodnych w obrębie komputera, na którym zainstalowana jest Translatica w jednej z tych wersji.
W edycji Server powyższy moduł znajduje się na serwerze. Daje to możliwość tworzenia jednorodnych tłumaczeń dla całej firmy lub instytucji, która ma wdrożoną Translatikę Server.

### Edytor Translacji
Każda edycja Translatiki zawiera dedykowany program do tłumaczeń o nazwie Edytor Translacji.
Program ten ma m.in. następujące cechy:
- interfejs oparty na kartach,
- każda karta ma dwa panele: panel na tekst źródłowy (do którego wpisuje, wkleja lub wczytuje się z pliku tekst do tłumaczenia) i panel, w którym po naciśnięciu przycisku Tłumacz pojawia się tłumaczenie,
- (od wersji 7) dodatkowy panel słownika, tłumaczący w słowniku słowa, na które się kliknie w jednym z powyższych paneli,
- wbudowany korektor pisowni (polski, angielski, niemiecki, rosyjski) działający w panelu na tekst źródłowy,
- dwa tryby pracy paneli: edycji i przeglądania. W tym drugim zdania tekstu źródłowe i ich tłumaczenia są zestawiane ze sobą.

W wersji 7 programu Edytor Translacji został całkowicie przeprojektowany i wyposażony w interfejs użytkownika na licencji Microsoft® Office 2007 Fluent™.

### Integracje z zewnętrznym oprogramowaniem
Oprócz dedykowanej aplikacji do tłumaczeń Translatica w wersji 7+ udostępnia integrację z następującymi aplikacjami:
- oprogramowanie biurowe – Word, Excel, Outlook z pakietu Microsoft Office do wersji 2010 włącznie (oprócz Outlook, dla którego nie ma wsparcia w wersji 2010), OpenOffice.org od wersji 3.1,
- programy pocztowe – Microsoft Outlook Express do wersji 6.0 lub Poczta systemu Windows (pod Windows Vista),
- przeglądarki internetowe – Internet Explorer w wersjach 7, 8, 9, Mozilla Firefox do wersji 3.6 włącznie,

W każdej edycji programu w wersji 7+ dostępne jest tłumaczenie plików PDF przez tzw. Folder Tłumaczenia.
Integracjami zarządza się (włącza i wyłącza dla każdej z dostępnych aplikacji) przez aplikację Integrator instalowaną razem z programem Translatica. Integrator uruchamia się automatycznie po instalacji programu, można też włączyć go w dowolnym momencie później.

### Automatyczna aktualizacja
Przy każdym uruchomieniu Edytora Translacji automatycznie uruchamia się program Aktualizator, który sprawdza, czy dostępne są nowe aktualizacje do programu Translatica i jeśli tak, powiadamia o tym i pozwala pobrać tę aktualizację, a następnie ją zainstalować automatycznie.

## Wymagania sprzętowe i programowe

### Edycje jednostanowiskowe – Translatica 7+
- System operacyjny: Windows XP SP3 lub Windows Vista SP1 lub Windows 7 w wersjach 32-bit/64-bit
- Procesor (CPU): 1GHz
- Pamięć RAM: 512MB
- Dysk twardy: 1,5GB

### Edycja serwerowa – Server
- Serwer:
  - Wymagania programowe: Windows XP, Windows 2003 Server lub Windows 2008 Server w wersjach 32-bit/64-bit
  - Minimalne wymagania sprzętowe: procesor 1,6 GHz, 2 GB RAM, 2,5 GB wolnego miejsca na HDD
  - Zalecane wymagania sprzętowe: procesor 2- lub 4-rdzeniowy 2 GHz, wolny RAM zależny od liczby aplikacji klienckich i ich poziomu obciążenia, 2,5 GB wolnego miejsca na HDD

- Stacja robocza:
  - Wymagania programowe:
    - Windows XP SP3, Windows Vista SP1, Windows 7 w wersjach 32-bit/64-bit
    - opcjonalnie) MS Office 2003 / 2007
    - (opcjonalnie) Internet Explorer 7.0 / 8.0
    - (opcjonalnie) Mozilla Firefox 3.0.x / 3.5.x
    - (opcjonalnie) Outlook Express 6.0 (w najnowszej wersji z Windows XP SP3)
    - (opcjonalnie) Poczta systemu Windows (w najnowszej wersji z Windows Vista SP1)
    - (opcjonalnie) OpenOffice.org 3.1.x

  - Minimalne wymagania sprzętowe: Procesor 1 GHz, 512 MB RAM, 1 GB wolnego miejsca na HDD, napęd CD-ROM
  - Zalecane wymagania sprzętowe: Procesor dwu- lub czterordzeniowy 2 GHz, 2 GB RAM, 1,5 GB wolnego miejsca na HDD, napęd CD-ROM, głośniki i mikrofon

## Odmiana słowa Translatica
Słowo „Translatica” należy odmieniać jak rzeczownik żeński, zgodnie z wymową, zatem: Translatica, Translatiki, Translatice, Translatiką i tak dalej.